# Phủ (tô pô)
Trong toán học, một phủ của một tập hợp {\displaystyle X} là một họ các tập con có hợp chứa {\displaystyle X} như là một tập con. Hay nói cách khác, nếu
{\displaystyle C=\left\{U_{i}:i\in I\right\}}
là một họ đánh chỉ số của các tập {\displaystyle U_{i}}, thì {\displaystyle C} là một phủ của {\displaystyle X} nếu 
{\displaystyle X\subseteq \bigcup _{i\in I}U_{i}}

## Phủ trong tô pô
Phủ thường được dùng trong tô pô. Nếu tập {\displaystyle X} là một không gian topo, thì một phủ {\displaystyle C} của {\displaystyle X} là một họ các tập con {\displaystyle U_{i}} của {\displaystyle X}  có hợp là toàn bộ {\displaystyle X}. Trong trường hợp này ta nói {\displaystyle C} phủ {\displaystyle X}, hay là các tập {\displaystyle U_{i}} phủ {\displaystyle X}. Tương tự, nếu {\displaystyle Y} là tập con của {\displaystyle X}, thì một phủ của {\displaystyle Y} là một họ các tập con của {\displaystyle X} có hợp chứa {\displaystyle Y}, hay {\displaystyle C} là phủ của {\displaystyle Y} nếu
{\displaystyle Y\subseteq \bigcup _{i\in I}U_{i}}
Cho {\displaystyle C} là một phủ của không gian tô pô {\displaystyle X}. Một phủ con của {\displaystyle C} là một tập con của {\displaystyle C} mà vẫn phủ {\displaystyle X}.
Ta nói rằng {\displaystyle C} là một phủ mở nếu mỗi thành phần của nó là một tập mở (mỗi {\displaystyle U_{i}} chứa trong {\displaystyle \tau }, với {\displaystyle \tau } là tô pô trên {\displaystyle X}).

## Phủ con
{\displaystyle D=\{V_{\beta \in B}\}\;{\text{là một phủ con của}}\;C=\{U_{\alpha \in A}\}\;{\text{nếu}}\;\forall \beta \ \exists \alpha \ V_{\beta }=U_{\alpha }}.

## Làm mịn
Một mịn hóa của một phủ C của một không gian tô-pô X là một phủ D của X sao cho mọi tập hợp của D được bao hàm trong một tập hợp nào đó của C. Tức là,
{\displaystyle D=\{V_{\beta \in B}\}\;{\text{là một mịn hoá của}}\;C=\{U_{\alpha \in A}\}\;{\text{nếu}}\;\forall \beta \ \exists \alpha \ V_{\beta }\subseteq U_{\alpha }}.
Nói cách khác, tồn tại một ánh xạ làm mịn {\displaystyle \phi :B\rightarrow A} thỏa mãn {\displaystyle V_{\beta }\subseteq U_{\phi (\beta )}} với mọi {\displaystyle \beta \in B}. Ánh xạ này được sử dụng để tính đối đồng điều Čech của X.
Một phủ con là một mịn hóa. Tuy nhiên một mịn hóa không nhất thiết phải là một phủ con.